# Joost Broerse
Joost Broerse (ur. 8 maja 1978 w De Bilt) – holenderski piłkarz występujący na pozycji obrońcy lub defensywnego pomocnika. W latach 2013–2015 był zawodnikiem klubu PEC Zwolle, do którego trafił z Excelsioru Rotterdam. Dawniej występował także w APOEL-u Nikozja, FC Utrecht oraz FC Groningen.
W Eredivisie rozegrał 324 spotkania i zdobył 20 bramek.